# Liste de gares en Suisse
Cet article présente une liste des gares en Suisse, listant les gares, stations et haltes des chemins de fer en Suisse.

## Définitions
Traditionnellement, la distinction entre gare et halte dans les chemins de fer fédéraux s'est faite en fonction de la taille et de l'importance. Au sein des prescriptions la gare est définie par la présence de signaux et/ou d'aiguilles alors que la halte en est dépourvue ou du moins pas dépendante. La différence s'est principalement manifestée au sein du personnel plus qu'aux voyageurs. Les haltes, au contraire des gares, sont parfois équipées d'un signal de demande d'arrêt. Toutefois, la distinction entre gare et halte devient de plus en plus floue. Étant donné qu'il n'y a pas besoin d'avoir un agent pour que le lieu soit considéré comme une gare, cette liste ne fait pas de distinction entre ces différents types d'arrêts.

## Liste en chiffres
Le nombre de points d'exploitation étant élevé, 3 324 au 1er janvier 2010, dont 2 439 en Suisse, la liste est divisée en sous-listes cantonales non exhaustives.
En quelques chiffres, pour le premier janvier 2010, il y a en Suisse 2 439 points d'exploitation dont 965 sont aux CFF. Parmi toutes, 2 049 sont des points de trafic dont 822 sont aux CFF. 753 intègrent aussi le trafic marchandises dont 451 sont aux CFF et 97 ne traitent que le trafic marchandises. 1 952 intègrent le trafic voyageurs dont 744 aux CFF et 1296 ne font que du trafic voyageurs dont 373 sont aux CFF. Il y a 700 haltes et 1720 gares et stations ; 390 autres points d'exploitation dont 47 stations de service, 56 stations de croisement, 65 stations de bifurcation, 55 diagonales d'échange, 51 aiguilles voie unique à voie double et 116 embranchements en pleine voie.
Comparées aux lignes à voie normale, les lignes à voie étroite des compagnies de chemins de fer privées ont généralement un réseau d'arrêts plus dense.

## Listes cantonales
- Liste de gares du canton d'Appenzell Rhodes-Extérieures
- Liste de gares du canton d'Appenzell Rhodes-Intérieures
- Liste de gares du canton d'Argovie
- Liste de gares du canton de Bâle-Campagne
- Liste de gares du canton de Bâle-Ville
- Liste de gares du canton de Berne
- Liste de gares du canton de Fribourg
- Liste de gares du canton de Genève
- Liste de gares du canton de Glaris
- Liste de gares du canton des Grisons
- Liste de gares du canton du Jura
- Liste de gares du canton de Lucerne
- Liste de gares du canton de Neuchâtel
- Liste de gares du canton de Nidwald
- Liste de gares du canton d'Obwald
- Liste de gares du canton de Saint-Gall
- Liste de gares du canton de Schaffhouse
- Liste de gares du canton de Schwytz
- Liste de gares du canton de Soleure
- Liste de gares du canton du Tessin
- Liste de gares du canton de Thurgovie
- Liste de gares du canton d'Uri
- Liste de gares du canton du Valais
- Liste de gares du canton de Vaud
- Liste de gares du canton de Zoug
- Liste de gares du canton de Zurich